# 四国弁護士会連合会
四国弁護士会連合会（しこくべんごしかいれんごうかい、Shikoku Federation of Bar Associations）は、四国地方4県の各弁護士会を統轄する組織である。略称は四国弁連 (しこくべんれん)。

## 事業内容
- 日本弁護士連合会との連携事業。
- 四国地方4県の弁護士会との連携事業。

## 所在地
- 〒760-0033 香川県高松市丸の内2-22 香川弁護士会内